# A Beast at Bay
A Beast at Bay è un cortometraggio muto del 1912 diretto da D.W. Griffith.

## Trama
Un galeotto è evaso ed alcune guardie armate sono sulle sue tracce. Nel frattempo, due amiche giungono alla stazione ferroviaria per prendere il fidanzato di una delle due appena arrivato in treno. La giovane fidanzata dice all'amica, parlando del suo ragazzo che ha intravisto, che egli è davvero il suo ideale di uomo. L'amica si allontana e la ragazza raggiunge il suo fidanzato ed insieme si dirigono al luogo dove la ragazza ha parcheggiato la sua auto. Qui, però, vengono importunati da un ubriaco che li ingiuria per poi allontanarsi. Il giovane rifiuta le provocazioni e non reagisce, almeno nel modo che la sua ragazza si sarebbe aspettato.
Insieme salgono in auto, con lei alla guida, ma la ragazza adesso lo guarda con occhi diversi, dicendogli chiaramente che lo considera un codardo. Il giovane scende dall'auto mentre la ragazza si allontana, delusa da lui. 
Nel frattempo, poco distante, il galeotto  riesce a disarmare uno degli agenti e ne indossa l'uniforme. Raggiunge, quindi, la strada, proprio dove la ragazza si era momentaneamente fermata, e la costringe a mettere in moto ed ad allontanarsi. L'innamorato della ragazza, però, poco lontano, vede tutto ed avverte gli agenti, nel frattempo sopraggiunti. A questo punto, il giovanotto, sapendo che le rotaie viaggiano parallele alla strada che l'auto sta percorrendo, con l'aiuto delle guardie obbliga un macchinista a mettere in moto una locomotiva e a partire all'inseguimento. L'evaso, vedendosi inseguito, obbliga la ragazza a lasciare la strada e poi ad abbandonare l'auto per nascondersi in una baracca in cui il fuorilegge tenta anche delle "avances" nei confronti della graziosa fanciulla che, però, lo respinge.
A sopraggiungere per primo è proprio il giovanotto che, sebbene fatto bersaglio dei colpi di fucile del malvivente, riesce ad entrare nella baracca ed inizia a lottare furiosamente con lui. Il coraggioso ragazzo sembra avere la peggio ma proprio in quel momento arrivano alcuni agenti che disarmano l'evaso e lo portano via. Il capo delle guardie encomia l'eroico protagonista davanti alla ragazza che si scusa con lui per aver dubitato del suo coraggio. Un abbraccio e un bacio fra i due suggellano l'avvenuta riappacificazione.

## Produzione
Il film fu prodotto dalla Biograph Company. Venne girato in California.

## Distribuzione
Distribuito dalla General Film Company, il film - un cortometraggio di una bobina - uscì nelle sale cinematografiche USA il 27 maggio 1912.
Copia della pellicola viene conservata negli archivi della Library of Congress. In Francia, è stato ribattezzato per la TV con il titolo Une bête aux abois.